# العدالة في توزيع الموارد
عدالة الموارد (ويمكن أيضا أن نطلق عليها الإنصاف في الموارد أو إدارة الموارد) هو مصطلح شائع في مجال البيئة والأخلاقيات البيئية. يجمع بين عناصر العدالة في التوزيع والعدالة المناخية؛ ومن ثم يستند إلى ما تم ملاحظته من وجود العديد من الدول الغنية في مجال الموارد الطبيعية مثل المعادن والمواد الخام؛ ومع ذلك تعاني هذه الدول من المستوى العالي من الفقر.
ان لعنة الموارد الطبيعية هي أحد  الأسباب الاخلاقية الرئيسية لطلب العدالة في الموارد؛ أي التوزيع العادل لجميع الموارد الطبيعية على الصعيد العالمي.